# Chauvel Reefs
Chauvel Reefs är ett rev på Stora barriärrevet i Australien.  Det ligger cirka 125 km nordost om Mackay i delstaten Queensland.